# 이혜경 (여성운동가)
이혜경은 대한민국의 여성운동가이다. 1975년 이화여자대학교 사회사업학과를, 1980년 이화여자대학교 대학원 사회학과를 졸업하였다. 이후 독일 베를린 자유대학교에서 1983년부터 1985년까지 철학 및 사회학 박사 과정을 수학하였다. 배우자는 의사이자 인권운동가인 양길승이다.
1990년대 연극 <자기만의 방>, <무소의 뿔처럼 혼자서 가라>, <마요네즈> 등을 기획·제작하여 대한민국 문화에 여성주의 바람을 불어넣는 등 여성주의 문화예술 운동의 대중화를 위해 꾸준히 노력했다.
한국여성민우회 문화기획실장, 북경세계여성대회 NGO 포럼 한국문화분과 대표, 문화부 문화정책 자문위원, 여성사 전시관 자문위원, 세계여성학대회 문화위원장, 서울국제여성영화제 집행위원장 및 이사장 등으로 활동하였다. 2003년 올해의 여성운동가상, 2005년 여성부가 수여한 대통령상, 2009년 고정희상, 2013년 서울시 여성상 대상 등을 수상하였다. 2013년 6월 25일, 서울특별시는 제10회 서울시 여성상 대상에 이혜경을 선정하였는데, 이혜경은 1997년 서울국제여성영화제를 출범시킨 후 이 영화제가 국제적인 여성영화제로 자리 잡을 때까지 영화제를 이끌어오고 여성계의 주요 이슈들을 문화예술과 접목해 연극과 마당극 등으로 풀어낸 점을 높게 평가받았다.

## 학력
- 1975년: 이화여자대학교 사회사업학과 졸업
- 1980년: 이화여자대학교 대학원 사회학과 졸업
- 1983년 ~ 1985년: 독일 베를린 자유대학교 철학 및 사회학 박사 과정

## 경력
- 1986년 ~ 1989년: 한국여성민우회 문화기획실장
- 1992년 ∼ 2005년: 사단법인 <여성문화예술기획> 대표
- 1995년: 북경세계여성대회 NGO 포럼 한국문화분과 대표
- 1997년 ~ : 서울국제여성영화제 집행위원장
- 1998년: 문화부 문화정책 자문위원
- 2003년 ~ 2005년: 여성사 전시관 자문위원
- 2003년 ∼ 2004년: 한국여성민우회 이사
- 2004년 ~ 2005년: 세계여성학대회 문화위원장
- 2007년 ∼ : 서울특별시 여성가족재단 이사
- 2008년 ∼ : 서울특별시 여성위원회 부위원장

## 상훈
- 2003년: 올해의 여성운동가상
- 2005년: 여성부가 수여한 대통령상
- 2009년: 고정희상
- 2013년: 서울시 여성상 대상